# パーシー・ロバート・クラフト
パーシー・ロバート・クラフト（Percy Robert Craft、1856年4月3日 - 1934年11月26日）はイギリスの風景画家、風俗画家である。「ニューリン派」を代表する画家の一人である。

## 略歴
ケント出身者の息子でロンドンで生まれた。子供時代に個人教授を受けた後、「ニューリン派」の画家、トーマス・クーパー・ゴッチやアルバート・シュヴァリエ・テイラーと同じようにロンドンのトマス・ヘザリーの美術学校（Heatherley School of Fine Art）、スレード美術学校で学んだが、多くの「ニューリン派」の画家たちと異なり、オランダやパリへ海外留学することはなく、イギリスで活動し、すぐに結婚した。1885年に妻とニューリンに住まいを移した。1882年までにニューリンにはウォルター・ラングレーや スタンホープ・フォーブスが移り住んできて、フォーブスはクラフトとしばらく同じ家に住んだ。
アマチュア俳優、歌手として才能を持ち、画家たちと非公式の劇団の団長を務め、ニューリンに住民のための工芸教室の設立に尽力し、教師を務めた。1890年代の半ばにニューリンを去り、ロンドンに移った。ロンドンではゴッチが、オーストラリアの芸術家も会員とする、Royal Anglo Australian Society of Artists（後に、Royal British Colonial Society of Artistsとなるが1930年代に消滅した）の展覧会にニューリン派の画家たちと参加した。

## 作品

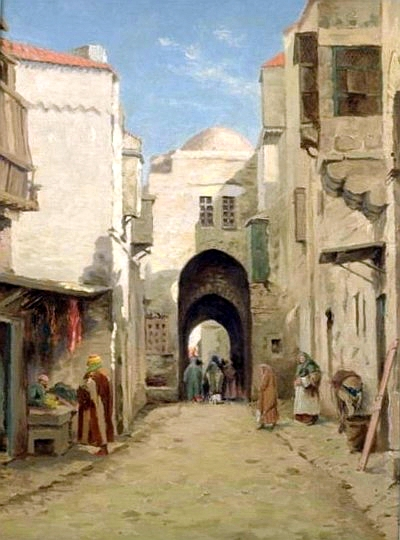
エルサレムの通り
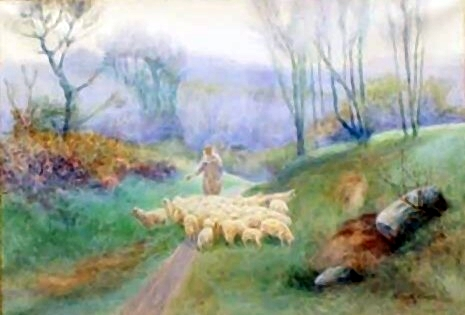
羊の群れの帰還
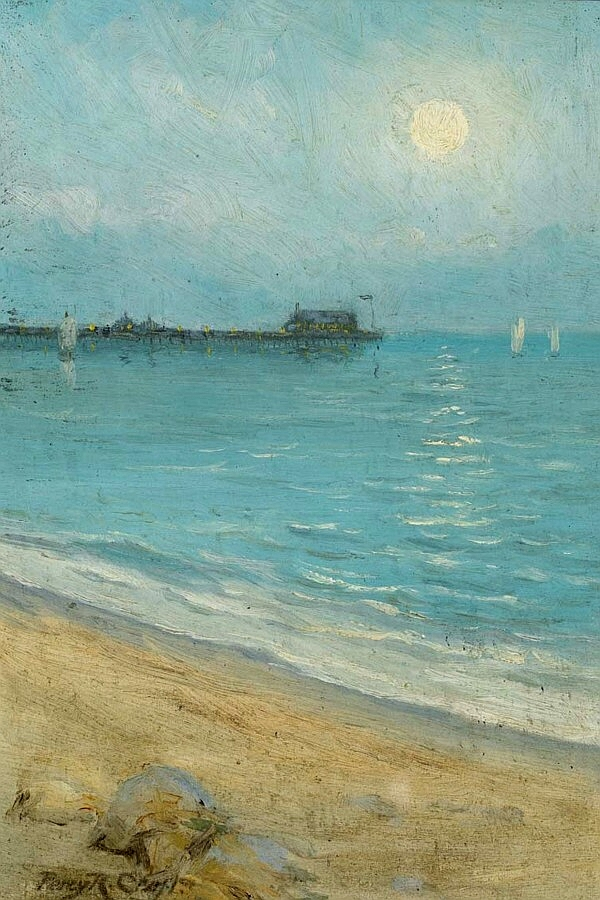
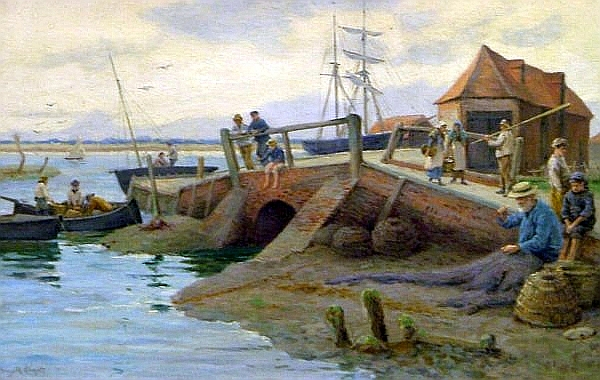
漁村
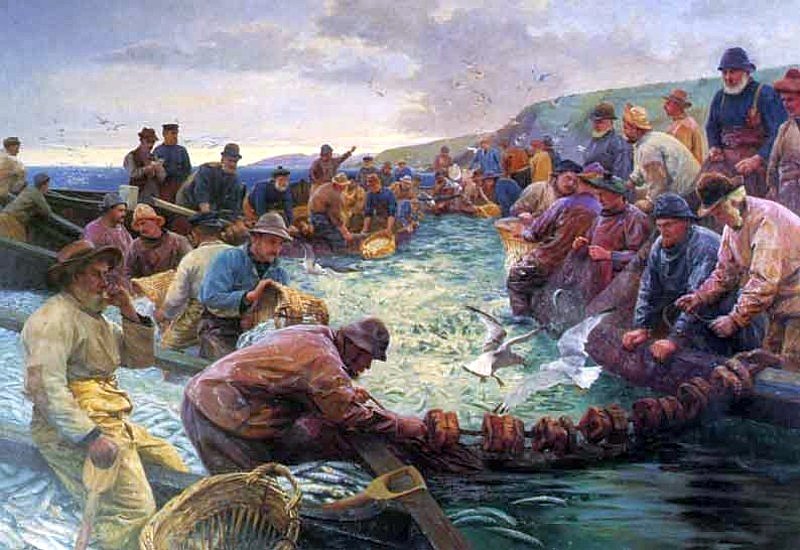
イワシ漁（1897）
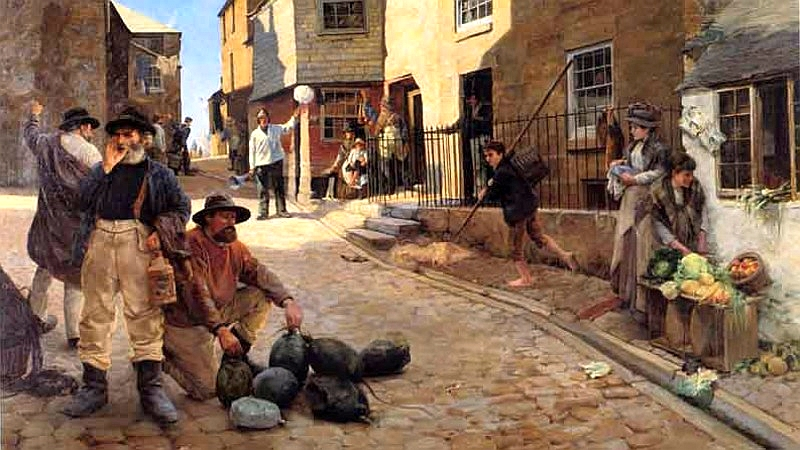
Hevva! Hevva!(1889)
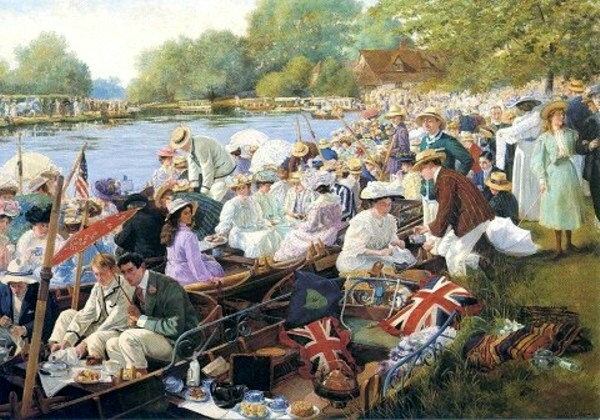
お茶の時間 (1906)
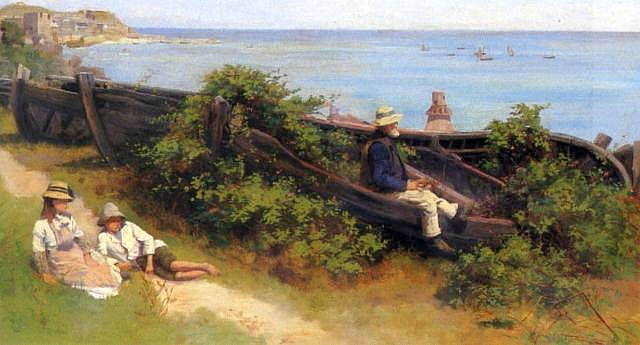
船の帰還を待ちながら(1887)
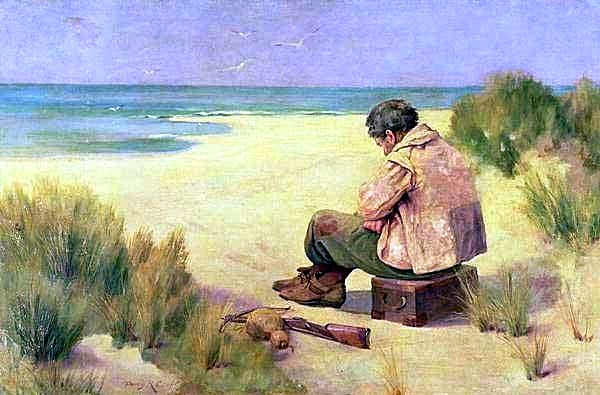
残された人